# Voice of Cards ドラゴンの島
『Voice of Cards ドラゴンの島』（ボイス・オブ・カーズ ドラゴンのしま、Voice of Cards: The Isle Dragon Roars）は、2021年10月28日に配信されたコンピューターゲーム。ヨコオタロウがクリエイティブディレクターを務めた。開発はエイリム。発売はスクウェア・エニックス。プラットフォームはPlayStation 4、Steam、Nintendo Switch。2023年にはスマートフォン版もリリースされた。

## 概要
「“脳内再生”RPG」とうたわれており、テーブルトークRPGを意識したゲームである。
当初は、小規模なソーシャルゲームとして企画されたが、途中から買い切り型のソフトに路線変更した。ヨコオタロウからエイリムには「システムはスタンダードに。表現はアナログに。そして、カードを使うこと」という要求仕様が出されていた。具体的には、ダメージを表す数字が飛び出すような表現はNGであるが、カードが燃えたり凍結する表現はOK。
ゲームに登場するキャラクターをカード化するという表現はソーシャルゲームでは珍しくないが、本作ではカードをテーブルトークRPGやボードゲームで用いるコンポーネントとして扱うことがポイントになっている。
テーブルトークRPGを強く意識した本作では、情景の説明や登場するキャラクターの台詞などは声優の安元洋貴が1人で行っており、安元の役どころはゲームマスターとなっている。本作のコンセプトについてヨコオは、「安元が“オタクのゲームマスター”となって、付き合って3年目の彼女とテーブルトークRPGをやっている感覚」としている。これは「演技らしい演技」ではなく、ゲームマスターとしてフラットな表現を目指すということで、実際に安元が収録の際に芝居に力を入れた際に、ヨコオから「もっとフラットに」という演技指導が繰り替えし入った。かと言って、台本自体で言い間違いなどを指示しても、それは「失敗する演技」となってしまうため、リアリティに欠けることになってしまう。
出来上がった本作をヨコオは「安元さんと四畳半に閉じ込められて延々とテーブルトークRPGをするようなゲーム」に仕上がったとしている。

## スタッフ
- ヨコオタロウ - クリエイティブディレクター[1]
- 齊藤陽介 - エグセクティブ・プロデューサー[1]
- 岡部啓一（MONACA） - ミュージックディレクター[1]
- 藤坂公彦 - キャラクターデザイナー[1]
- 三村麻亜沙（エイリム） - ディレクター[1]
- 松尾勇気 - シナリオライター[1]

## システム
フィールド、街、ダンジョンなどのマップは敷き詰められたカードで表現されており、未踏の場所は伏せたカードとなっている。
戦闘はターン制で、速度の数字の大きいキャラクターから行動できる。ターン毎に「ジェム」が追加され、ジェムを1個以上消費することでより強力なスキルや魔法を
使用できる（ジェムを消費しない行動や、ジェムそのものを獲得する魔法もある）。スキル、魔法の中にはサイコロを振って、追加のダメージを定めたり、状態異常を付与できるものもある。

## 主な登場人物
ダスト / Ash
女王バニラの発したドラゴン討伐のおふれに集まった「自称勇者」の男性。名前は変更可能。
メルブール / Mar
主人公と共にいる魔物。
クロエ / Melani
女性。母親をドラゴンに殺されたことで、ドラゴン討伐のために同行する。
リディ / Ridis
森の民の女性。詐欺にあって莫大な借金をこしらえた母親の借金返済のため、ドラゴン退治の報奨金目当てに同行する。
ブルーノ / Bruno
栄養士ゴルドー（Aureo）の息子。「力こそパワー」を標榜するマッチョマン。見聞を広めるために同行する。
白の教団 / Ivory Order
万能とも言えるような各種薬を製造、頒布している集団。この薬のため病死や負傷による死亡はほとんどなくなっている。
前日談となるお試し版ではシラハ、ブラン、ハクジの3人がプレイアブルキャラクターとなる。
シラハ / Wynifred
名家出身の女性。
ブラン /  Berwyn
寡黙な戦士。
ハクジ / Heddwyn
老賢者然とした男。シラハの教育係でもあり、特に礼儀作法にはうるさい。
シロク / Sherwyn
シラハ、ブラン、ハクジの上位者、騎士。

女王バニラ / Nilla
大陸を治める国の女王。
ヴァルツ / Vince
クロエが着る服と似たような服を着る隻眼の男。ドラゴンを護るべく、主人公ら、白の教団と対立する。